# Rodionowka (obwód kurski)
Rodionowka (ros. Родионовка) – wieś (ros. деревня, trb. dieriewnia) w zachodniej Rosji, w sielsowiecie olchowskim rejonu chomutowskiego w obwodzie kurskim.

## Geografia
Miejscowość położona jest nad rzeką Amońka, 5 km od centrum administracyjnego sielsowietu olchowskiego (Olchowka), 12,5 km od centrum administracyjnego rejonu (Chomutowka), 114 km od Kurska.
W granicach miejscowości znajduje się 7 posesji.

## Demografia
W 2010 r. miejscowość zamieszkiwało 5 osób.